# فودافون أيرلندا
فودافون ايرلندا ليميتد (بالإنجليزية: Vodafone Ireland Limited)‏ هي شركة تابعة ومملوكة لمجموعة شركات فودافون، وتعتبر من أكبر الشركات المشغلة للهاتف المحمول في أيرلندا من حيث عدد المشتركين النشطين. تم انشائوها عندما اشترت مجموعة شركات فودافون إيرسل الذراع المحمول لشبكة الاتصالات Éireann. تمتلك فودافون اعتبارًا من 2019 26٪ من مشتركي النطاق العريض (بما في ذلك 40٪ من الألياف لمشتركي المباني)، و43٪ من مشتركي الهاتف المحمول.